# Martin Breg (Handballspieler)
Martin Breg (* 6. September 1992 in Bruck an der Mur) ist ein österreichischer Handballspieler.

## Vereinskarriere
Martin Breg lief für Handball Sportunion Leoben in der Handball Liga Austria auf, ehe er zur Saison 2012/13 zum HC Bruck in die Handball Bundesliga Austria wechselte. 2014/15 wurde Breg mit dem Team Meister der zweiten Liga und lief damit 2015/16 wieder in der Handball Liga Austria auf. In den drei Spielzeiten bis zum Wiederabstieg des Teams konnte sich Breg jeweils in den Top 10 der Torschützenliste des Grunddurchgangs platzieren: 2015/16 belegte er mit 101 Toren den 8. Platz, 2016/17 mit 94 Toren den 9. Platz und 2017/18 mit 106 Toren den 4. Platz. 2020 fusionierten die Vereine HC Bruck und ATV Trofaiach unter dem Namen BT-Füchse, Breg läuft seither für dieses Team auf.

### Nationalmannschaft
Im Januar 2017 debütierte der Außenspieler in der Österreichischen Männer-Nationalmannschaft und erzielte bisher in 10 Spielen 11 Tore.

## Erfolge
- 2× HLA Challenge Meister 2015/16, 2020/21